# ジョン・ラウス (初代ストラドブルック伯爵)

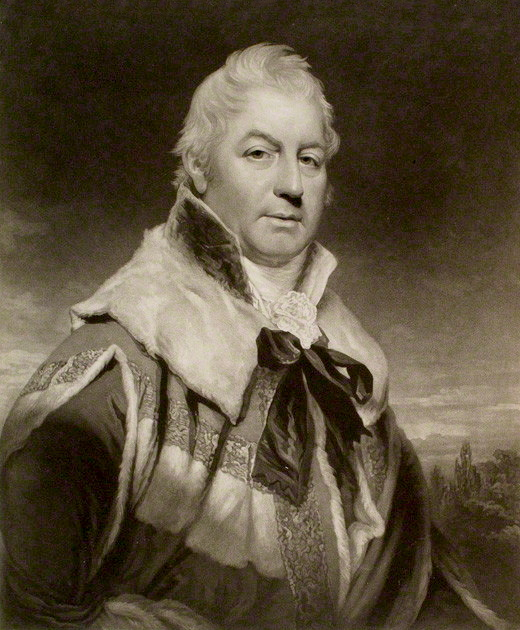
初代ストラドブルック伯爵

初代ストラドブルック伯爵ジョン・ラウス（英語: John Rous, 1st Earl of Stradbroke、1750年5月30日 – 1827年8月17日）は、イギリスの政治家、貴族。1780年から1796年まで庶民院議員を務めた。

## 生涯
第5代準男爵サー・ジョン・ラウスと妻ジュディス（Judith、旧姓ベディングフェルド（Bedingfeld）、1794年9月10日没、ジョン・ベディングフェルドの娘）の息子として、1750年5月30日に生まれた。1764年から1767年までウェストミンスター・スクールで教育を受けた後、1768年にオックスフォード大学モードリン・カレッジに入学した。1771年10月31日に父が死去すると、準男爵位を継承した。
父がサフォーク選挙区で庶民院議員に選出され、現職議員のまま死去したため、ラウスは父の死後に補欠選挙での立候補を表明したが、ローランド・ホルトが立候補を表明すると自身の立候補を取り下げた。1780年イギリス総選挙で再び立候補を表明すると、今度はホルトが立候補を取り下げ、ラウスが無投票で当選した。1784年イギリス総選挙では1,652票でトップ当選した。
議会ではトーリー党に属すると自称したが、第2代シェルバーン伯爵ウィリアム・ペティは1782年3月にラウスを無所属として分類した。実際にトーリー党政権であるノース内閣には反対の立場をとり、1782年3月にはノース内閣への内閣不信任決議案を提出して、倒閣に成功した。シェルバーン伯爵内閣期（1782年 – 1783年）ではアメリカ独立戦争の予備講和条約に賛成票を投じ、フォックス＝ノース連立内閣期（1783年）では閣僚チャールズ・ジェームズ・フォックスが提出した東インド法案に反対票を投じた。第1次小ピット内閣期（1783年 – 1801年）では内閣を支持、1788年から1789年にかけての摂政法危機（Regency Crisis）においても内閣を支持した。選挙法改正にも賛成し、1783年5月と1785年4月に賛成票を投じた。
1790年イギリス総選挙で国教忌避者から反対されたが、サフォークのジェントリ会合（1790年2月）ではイングランド国教会とイギリスを支持する候補（candidates attached to church and state）に票を投じることが決定された。そのため、この会合ではラウスと第6代準男爵サー・チャールズ・バンベリー（1761年よりサフォーク選出の議員を務めたが、1784年の総選挙で落選した、ホイッグ党フォックス派の人物）に手を組むことを求めた。『英国議会史』の形容によれば、ラウスは候補者3人のうち一番緊張した人物であり、首相小ピットに対し度々助けを求めた。例えば、4月に対立候補の第2代準男爵サー・ジェラード・ヴァンネックが選挙資金を大量に投入したと述べ、5月には（内閣支持者にもかかわらず）有力者から支持されていないと苦情を言った。小ピットがラウスの叙爵申請を進める可能性を示唆したため、ラウスは選挙戦を戦い抜き、結果はバンベリー3,049票、ラウス2,761票、ヴァンネック2,080票でバンベリーとラウスが当選した。
1790年以降も1795年扇動集会法に賛成するなど政府を支持したが、1790年の総選挙で政府から十分な支持を得られなかったとして不満を感じ、1794年8月に再び叙爵を申請したときには小ピットの（1790年の）約束がまことではなく、選挙戦を戦い抜かせるための方便であると愚痴を漏らした。1794年、サフォーク・ヨーマンリー連隊の大尉に任命された。そして、1796年の解散総選挙に伴う叙爵でついに申請が通り、1796年6月14日にグレートブリテン貴族であるサフォーク州におけるデニントンのラウス男爵に叙された。貴族院ではヘンリー・アディントンの支持者と称した。
1796年の叙爵以降は昇叙を申請するようになった。例えば、1800年4月にはアイルランドのリメリック県とティペラリー県で1万4千エーカーの領地を所有したことを理由にアイルランド貴族の伯爵位を申請、1807年に連合王国貴族の子爵位を申請、1818年には摂政王太子ジョージ（後の国王ジョージ4世）からの「丁重な扱い」（marked civility and affection）を理由に昇叙を申請した。1820年にはジョージ4世妃キャロライン・オブ・ブランズウィックへの痛みと罰法案に賛成票を投じた。そして、1821年戴冠式記念叙勲において、1821年7月18日に連合王国貴族であるサフォーク州におけるダニッチ子爵とストラドブルック伯爵に叙された。
1827年8月17日にメイフェアのハートフォード・ストリート33号（33 Hertford Street）で死去、サフォークのワングフォードで埋葬された。息子ジョン・エドワード・コーンウォリスが爵位を継承した。

## 家族と私生活
1788年1月、フランシス・ジュリアナ・ウォーター＝ウィルソン（Frances Juliana Warter-Wilson、1790年6月20日没、エドワード・ウォーター＝ウィルソンの娘）と結婚、1女をもうけた。
- フランシス・アン・ジュリアナ（1859年1月31日没） - 1816年7月6日、ヘンリー・ホサム閣下（英語版）（1833年4月19日没）と結婚、子供あり[2]

1792年2月23日、シャーロット・マリア・ウィテカー（Charlotte Maria Whittaker、1769年3月17日 – 1856年1月15日、エイブラハム・ウィテカーの娘）と再婚、5男2女をもうけた。
- ジョン・エドワード・コーンウォリス（英語版）（1794年2月13日 – 1886年1月27日） - 第2代ストラドブルック伯爵[1]
- ヘンリー・ジョン（英語版）（1795年1月23日 – 1877年6月19日） - 海軍軍人、庶民院議員。1836年1月2日、ソフィア・カスバート（Sophia Cuthbert、1871年1月30日没、ジェームズ・ラムゼイ・カスバートの娘）と結婚[2]
- ウィリアム・ルーファス（William Rufus、1796年8月1日 – 1875年3月2日） - 1822年12月27日、ルイーザ・ハッチ（Louisa Hatch、1876年10月1日没、ジェームズ・ハッチの娘）と結婚、子供あり[2]
- シャーロット・マリアン・ハリエット（Charlotte Marianne Harriet、1830年4月29日没） - 1810年12月27日、ナサニエル・ミクルスウェイト（Nathaniel Micklethwait）と結婚、子供あり[2]
- ヒュー・アンソニー（1800年7月15日 – 1828年9月29日[2]）
- ルイーザ・マリア・ジュディス（1843年3月24日没） - 1824年2月23日、スペンサー・ホーシー・ディ・ホーシー（英語版）（1860年5月20日没）と結婚、子供あり[2]
- トマス・マナーズ（1810年 – 1841年[2]）

馬主であり、下記の競走馬を所有した。
- ティグリス（Tigris） - 1815年4月の2000ギニーステークスで優勝[10]